# Planet Race
Planet Race was een Nederlands televisieprogramma dat van 9 november 2002 tot en met december 2002 werd uitgezonden door RTL 4. In het programma moesten acht deelnemers aan de hand van aanwijzingen reizen naar checkpoints over de wereld om uiteindelijk een geldkluis te kunnen openen. Het programma werd gepresenteerd door Gijs Staverman.
Gedurende de weken dat het programma werd uitgezonden werd er ook aandacht aan het programma besteed door RTL 5, Yorin en Yorin FM.

## Format
Planet Race ging op 8 november 2002 van start bij de Euromast in Rotterdam. Vanaf daar reisden de deelnemers aan de hand van aanwijzingen naar checkpoints over de hele wereld. Zij werden bijgestaan door fans die vanachter hun computer de aanwijzingen van de deelnemers verder bestudeerden. Dit deden ze via een speciale site waarmee ze via een satellietverbinding live in contact konden komen met de deelnemers. Elke deelnemer had zijn/haar eigen fans. Wie fan wilde worden van één van de deelnemers, kon zich gedurende het programma aanmelden op deze site. Hierbij kon men zelf kiezen welke deelnemer men wilde steunen. Elke etappe viel één deelnemer af. In de laatste aflevering streden de twee overgebleven deelnemers voor de inhoud van een geldkluis.

## Oorsprong
Planet Race was een crossmedia concept, dat werd ontwikkeld en bedacht door het crossmedia bedrijf Advance Interactive te Hilversum. Planet race werd gesponsord door onder andere Planet Internet, vandaar ook de naam.